# Oleh Bazylevyč
Oleh Petrovyč Bazylevyč (in ucraino Олег Петрович Базилевич?, traslitterazione anglosassone: Oleh Petrovych Bazylevych; Kiev, 6 luglio 1938 – Kiev, 16 ottobre 2018) è stato un allenatore di calcio e calciatore sovietico, ucraino dal 1991.
Per via di un errore di traslitterazione dal cirillico, è noto in Italia anche come Basilevich.
Si è reso famoso come attaccante della Dinamo Kiev agli inizi degli anni sessanta. Da allenatore ha creato un tandem con il suo ex compagno di squadra Valeriy Lobanovskiy dal 1974 al 1976.

## Carriera

Nei calci d'angolo tirati da Valeri Lobanovski alla Dinamo Kiev, se il portiere stava sul primo palo, Lobanovski calciava la sfera sul secondo palo, cercando di servire Bazylevič a portiere battuto.

### Calciatore
Ha iniziato a giocare nel 1952 nelle giovanili del Budivelnik Kiev. Allievo della scuola FSHM, dove ha giocato dal 1954, ha debuttato nella Dynamo Kiev nel 1957. Era un giocatore molto veloce, con una splendida tecnica e una grande abilità nel gioco aereo. È ricordato spesso per i suoi gol di testa sui famosissimi calci d'angolo di Valerij Lobanovs'kyj. I due giocatori formavano una coppia esperta ed affiatata e, dopo la Dinamo, hanno giocato ancora insieme nel Chornomorets Odessa e poi nello Shakhtar Donetsk.

### Allenatore
Conclusa la carriera come giocatore, Bazylevyč ha iniziato a lavorare nell'istituto della cultura fisica per poi allenare lo Šachtar Donetsk, che ha portato nella massima serie sovietica conquistando nel 1973 un sesto posto. Al termine di quella stagione Valerij Lobanovs'kyj, divenuto allora allenatore della Dinamo Kiev, lo chiamò a lavorare con sé. Bazylevyč si occupava della preparazione atletica: grazie anche al suo lavoro splendido il club vinse la Coppa delle Coppe 1974-1975 e la Supercoppa UEFA 1975 contro il Bayern Monaco.
La federazione sovietica mise il tandem Lobanovs'kyj-Bazylevyč alla guida della Nazionale sovietica, all'epoca costituita in massima parte da giocatori della Dinamo Kiev; ma dopo l`eliminazione ai quarti di finale dell'Europeo del 1976 e il terzo posto ai Giochi Olimpici del 1976 la federazione sovietica gli revocò l'incarico. Iniziarono i conflitti con i giocatori per gli allenamenti troppi duri e Bazilevich lasciò la Dinamo Kiev.
Nel 1977-78 è stato l`allenatore della Dinamo Minsk e nel 1979 del Pakhtakor Tashkent. In quell'anno tutta la squadra si è schiantata nell'incidente aereo di Dniprodzeržyns'k, ma Bazilevich fu molto fortunato, perché in quel giorno si era preso un giorno libero per andare a trovare sua moglie e suo figlio in vacanza a Soči.
Dopo il Pakhtakhor ha allenato il CSKA Mosca, Zorya Voroshylovgrad, ha lavorato nello Slavia Sofia e nelle nazionali olimpiche della Bulgaria e del Kuwait.
Nel 1993-1994 è stato anche l'allenatore della  Nazionale Ucraina.

## Palmarès

### Giocatore
- Campionato sovietico: 1

Dinamo Kiev: 1961
- Coppa dell'URSS: 1

Dinamo Kiev: 1964